# Marnix Goossens
Marnix Goossens (Leeuwarden, 1967) is een Nederlands fotograaf.
Marnix Goossens heeft onder andere de fotoreportage diep licht gemaakt. In deze expositie laat hij simpele dingen zien door ze in een ander licht te zetten. Hij laat de schoonheid uitkomen van deze dingen. De dingen die hij fotografeert zijn voornamelijk landschappen, maar ook portretten en stillevens.

## Werk in openbare collecties (selectie)
- Rijksmuseum Amsterdam[1]

## Publicaties
- 2001 Regarding Nature, natuur in Almere.